# Liste von 3D-Filmen (1953–2008)
Die Liste von 3D-Filmen (1953–2008) umfasst 3D-Filme, die in der ersten Hochphase der 3D-Technologie, in 3D gedreht oder gezeigt wurden. Nach einer kurzen Boomphase nach 1953 flaute das Interesse später wieder ab. In den 1970ern und 1980ern waren es vor allem Sexfilme und billige B-Horrorfilme, die sich durch den 3D-Effekt einen Verkaufserfolg versprachen. In den 1990ern belebte dagegen das IMAX-Kinosystem den 3D-Markt neu.
Erneut ausgelöst wurde ein Hype um 3D-Filme nach der Veröffentlichung von Avatar – Aufbruch nach Pandora (2009).

## Übersicht
| Jahr | Titel                                                     | Regie                                                  | Produktionsland                             | Länge   | 3D-Verfahren                               | Anmerkungen/Ref.                                                                                      |
| ---- | --------------------------------------------------------- | ------------------------------------------------------ | ------------------------------------------- | ------- | ------------------------------------------ | --- |
| 1953 | Arena                                                     | Richard Fleischer                                      | USA                                         | 70 min  | Stereoskopie                               | Erster abendfüllender 3D-Film von MGM.                                                                |
| 1953 | Cat-Women of the Moon                                     | Arthur Hilton                                          | USA                                         | 64 min  | Stereoskopie                               | |
| 1953 | Die letzte Patrouille                                     | Owen Crump                                             | USA                                         | 75 min  | Stereoskopie                               | Kriegsfilm, mit echten Soldaten aus dem Koreakrieg nachgestellt                                       |
| 1953 | Der brennende Pfeil                                       | Gordon Douglas                                         | USA                                         | 95 min  | Stereoskopie                               | |
| 1953 | Hölle der Gefangenen                                      | Alfred L. Werker                                       | USA                                         | 87 min  | Stereoskopie                               | |
| 1953 | Flug nach Tanger                                          | Charles Marquis Warren                                 | USA                                         | 90 min  | Dreistreifen-Technicolor                   | |
| 1953 | Fort Ti                                                   | William Castle                                         | USA                                         | 70 min  | Stereoskopie                               | |
| 1953 | Die lockende Venus                                        | Lloyd Bacon                                            | USA                                         | 99 min  | Stereoskopie                               | |
| 1953 | Das gläserne Netz                                         | Jack Arnold                                            | USA                                         | 81 min  | Stereoskopie                               | |
| 1953 | Mit der Waffe in der Hand                                 | Raoul Walsh                                            | USA                                         | 83 min  | Stereoskopie                               | |
| 1953 | Heißer Westen                                             | Lee Garmes, John Ireland                               | USA                                         | 72 min  | Stereoskopie                               | |
| 1953 | Man nennt mich Hondo                                      | John Farrow                                            | USA                                         | 83 min  | Stereoskopie                               | |
| 1953 | Das Kabinett des Professor Bondi                          | André De Toth                                          | USA                                         | 85 min  | Stereoskopie, Polarisationsverfahren       | |
| 1953 | Der Richter bin ich                                       | Harry Essex                                            | USA                                         | 87 min  | Stereoskopie                               | |
| 1953 | Verhängnisvolle Spuren                                    | Roy Ward Baker                                         | USA                                         | 70 min  | Stereoskopie                               | |
| 1953 | Gefahr aus dem Weltall                                    | Jack Arnold                                            | USA                                         | 80 min  | Stereoskopie                               | Erster 3D-Film von Universal Pictures                                                                 |
| 1953 | Küß mich, Kätchen!                                        | George Sidney                                          | USA                                         | 109 min | Stereoskopie                               | |
| 1953 | The Maze                                                  | William Cameron Menzies                                | USA                                         | 80 min  | Stereoskopie                               | |
| 1953 | Der Mann im Dunkel                                        | Lew Landers                                            | USA                                         | 70 min  | Stereoskopie                               | |
| 1953 | Der tollkühne Jockey                                      | George Marshall                                        | USA                                         | 100 min | Dreistreifen-Technicolor                   | |
| 1953 | Fegefeuer                                                 | Curtis Bernhardt                                       | USA                                         | 91 min  | Stereoskopie                               | |
| 1953 | Robot Monster                                             | Phil Tucker                                            | USA                                         | 66 min  | Stereoskopie                               | Gilt als einer der schlechtesten Filme aller Zeiten.                                                  |
| 1953 | Der schweigsame Fremde                                    | André De Toth                                          | USA                                         | 83 min  | Stereoskopie                               | |
| 1953 | Mörder ohne Maske                                         | Rudolph Maté                                           | USA                                         | 82 min  | Stereoskopie                               | |
| 1953 | Those Redheads from Seattle                               | Lewis R. Foster                                        | USA                                         | 90 min  | Stereoskopie                               | |
| 1953 | Der letzte Rebell                                         | Budd Boetticher                                        | USA                                         | 79 min  | Stereoskopie                               | |
| 1953 | Un turco napoletano                                       | Mario Mattòli                                          | Italien                                     | 90 min  | Stereoskopie                               | |
| 1953 | Sizilianische Leidenschaft                                | Carmine Gallone                                        | Italien                                     | 80 min  | Stereoskopie                               | |
| 1953 | El corazón y la espada                                    | Edward Dein, Carlos Véjar hijo                         | Mexiko                                      | 80 min. | Stereoskopie                               | |
| 1953 | Aleko                                                     | Sergei Sidelyov                                        | Sowjetunion                                 | 60 min  | Stereoskopie                               | OT: Алеко                                                                                             |
| 1954 | Ritter der Prärie                                         | André De Toth                                          | USA                                         | 79 min  | Stereoskopie                               | |
| 1954 | Der Schrecken vom Amazonas                                | Jack Arnold                                            | USA                                         | 79 min  | Stereoskopie                               | |
| 1954 | Blut im Schnee                                            | Louis King                                             | USA                                         | 72 min  | Stereoskopie                               | |
| 1954 | Bei Anruf Mord                                            | Alfred Hitchcock                                       | USA                                         | 101 min | 3-D Naturalvision (Polarisationsverfahren) | Einziger Hitchcock-Film mit 3D-Effekten                                                               |
| 1954 | Diamanten                                                 | Dennis O’Keefe, Montgomery Tully                       | USA                                         | 80 min  | Stereoskopie                               | |
| 1954 | Kampfstaffel Feuerdrachen                                 | Lesley Selander                                        | USA                                         | 83 min  | Stereoskopie                               | |
| 1954 | Königin von Tahiti                                        | William Castle                                         | USA                                         | 73 min  | Stereoskopie                               | |
| 1954 | Gog                                                       | Herbert L. Strock                                      | USA                                         | 80 min  | 3-D Naturalvision (Polarisationsverfahren) | |
| 1954 | Der Würger von Coney Island                               | Harmon Jones                                           | USA                                         | 80 min  | 3-D Naturalvision (Polarisationsverfahren) | |
| 1954 | Legt ihn nicht um!                                        | William Castle                                         | USA                                         | 63 min  | Stereoskopie                               | |
| 1954 | Der Schatz der Jivaro                                     | Edward Ludwig                                          | USA                                         | 90 min  | Stereoskopie                               | |
| 1954 | Der wahnsinnige Zauberkünstler                            | John Brahm                                             | USA                                         | 70 min  | Columbia 3D                                | |
| 1954 | Der Würger von Paris                                      | Roy Del Ruth                                           | USA                                         | 70 min  | WarnerVision                               | |
| 1954 | Karawane westwärts                                        | Ray Nazarro                                            | USA                                         | 73 min  | Natural Vision 3-Dimension                 | |
| 1954 | Taza, der Sohn des Cochise                                | Douglas Sirk                                           | USA                                         | 76 min  | Universal 3D                               | |
| 1954 | Top Banana                                                | Alfred E. Green                                        | USA                                         | 77 min  | Natural Vision 3-Dimension                 | |
| 1954 | Die Fahrten des Odysseus                                  | Mario Camerini                                         | Italien                                     | 109 min | Tridimensionale Christiani                 | |
| 1954 | El valor de vivir                                         | Tito Davison                                           | Mexiko                                      | 72 min  | Tercera Dimensión Bríceno                  | |
| 1955 | Die Rache des Ungeheuers                                  | Jack Arnold                                            | USA                                         | 82 min  | Universal 3D                               | |
| 1955 | Sindbads Sohn                                             | Ted Tetzlaff                                           | USA                                         | 88 min  | Future Dimension                           | |
| 1955 | Der weiße Pudel                                           | Marianna Roshal, Vladimir Shredel                      | Sowjetunion                                 | 67 min  | Stereokino                                 | |
| 1956 | Dragozenny podarok                                        | Alexander Rou                                          | Sowjetunion                                 | 73 min  | Linsenrasterbild                           | |
| 1958 | Droujok                                                   | Viktor Eisymont                                        | Sowjetunion                                 | 63 min  | Linsenrasterbild                           | |
| 1959 | Kosolapyy drug                                            | Vladimir Sukhobokov                                    | Sowjetunion                                 | 85 min  | Stereokino                                 | OT: Косолапый друг                                                                                    |
| 1960 | Der Schatz der Balearen                                   | Byron Haskin                                           | USA                                         | 96 min  | Natural Vision 3-Dimension                 | |
| 1961 | Die teuflische Maske                                      | Julian Roffman                                         | Kanada                                      | 83 min  | Depth Dimension                            | 3D nur in drei kurzen Szenen                                                                          |
| 1961 | Paradisio                                                 | H. Haile Chace                                         | Vereinigtes Königreich                      | 76 min  | Tri-Optique                                | 3D nur in einzelnen Szenen                                                                            |
| 1962 | Adam and Six Eves                                         | John Wallis                                            | USA                                         | 60 min  | Natural Vision 3-Dimension                 | Nudistenfilm, nur einzelne Szenen in 3D                                                               |
| 1962 | The Bellboy and the Playgirls                             | Francis Ford Coppola, Fritz Umgelter                   | USA, Deutschland                            | 94 min  | Optovision                                 | US-Bearbeitung des deutschen Films Mit Eva fing die Sünde an. Einige Szenen in 3D wurden nachgedreht. |
| 1966 | The Bubble                                                | Arch Oboler                                            | USA                                         | 109 min | SpaceVision 3-D                            | |
| 1967 | She Freak                                                 | Byron Mabe                                             | USA                                         | 84 min  | HorrorScope                                | 3D nur in einzelnen Szenen                                                                            |
| 1967 | Hentaima                                                  | Kōji Seki                                              | Japan                                       |         |                                            | vermutlich Japans erster 3D-Film und der erste 3D-Sexfilm                                             |
| 1967 | Operation Taifun                                          | Alfonso Balcázar                                       | Spanien, Frankreich, Italien                | 92 min  | Hi-Fi Stereo 70                            | |
| 1968 | Die Vampire des Dr. Dracula                               | Enrique López Eguiliuz                                 | Spanien                                     | 85 min  | Hi-Fi Stereo 70                            | |
| 1968 | Chelovek v zelyonoy perchatke                             | Nikolai Ekk                                            | Sowjetunion                                 | 74 min  | Stereo 70                                  | |
| 1968 | Der geheimnisvolle Mönch                                  | Arkadi Koltsaty                                        | Sowjetunion                                 | 81 min  | Stereo 70                                  | |
| 1969 | Die Girls vom Jumbo-Jet                                   | Allan Silliphant                                       | USA                                         | 90 min  | StereoVision                               | Sexfilm                                                                                               |
| 1969 | Swingtail                                                 | Dave Shane                                             | USA                                         | 62 min  | Cosmovision                                | Sexfilm                                                                                               |
| 1970 | Captain Milkshake                                         | Richard Crawford                                       | USA                                         | 87 min  | Cinedepth                                  | 3D nur in einzelnen Szenen                                                                            |
| 1971 | The Chamber-Mades                                         |                                                        | USA                                         | 68 min  | Triarama                                   | Sexfilm                                                                                               |
| 1971 | Secrets of Ecstasy '72                                    |                                                        | USA                                         | 96 min  | Optovision                                 | Sexfilm                                                                                               |
| 1972 | Im Rampenlicht des Bösen                                  | Pete Walker                                            | USA                                         | 93 min  | Spacemaster 3-D                            | 3D nur in einzelnen Szenen                                                                            |
| 1972 | Prison Girls                                              | Tom DeSimone                                           | USA                                         | 90 min  | Optovision                                 | Sexfilm                                                                                               |
| 1972 | Rosemaries Liebesreport in 3 Dimensionen                  | Pete Walker                                            | USA                                         | 90 min  | Spacemaster 3-D                            | Sexkomödie, 3D nur in einzelnen Szenen                                                                |
| 1973 | Andy Warhols Frankenstein                                 | Paul Morrissey                                         | Italien, Frankreich                         | 94 min  | Spacevision                                | |
| 1973 | Supersonic Supergirls                                     | Allan Silliphant                                       | USA                                         | 88 min  | StereoVision                               | Sexfilm                                                                                               |
| 1973 | Die Farm der Gehetzten                                    | André De Toth                                          | USA                                         | 90 min  | Stereo Prism                               | Nachbearbeitete 3D-Fassung des Westerns von 1947                                                      |
| 1973 | Liebe in drei Dimensionen                                 | Walter Boos                                            | Deutschland                                 | 90 min  | Triarama                                   | Sexfilm                                                                                               |
| 1973 | The Playmates in Deep Vision 3-D                          | Stephen Gibson                                         | USA                                         | 68 min  | DeepVision                                 | Sexfilm                                                                                               |
| 1975 | Black Lolita                                              | Stephen Gibson                                         | USA                                         | 82 min  | DeepVision                                 | Sexfilm, Blaxploitation                                                                               |
| 1975 | Was der schwedische Butler sah                            | Vernon P. Becker                                       | Schweden                                    | 90 min  | Wondavision                                | Sexfilm                                                                                               |
| 1976 | A*P*E                                                     | Paul Leder                                             | Südkorea, USA                               | 87 min  | SpaceVision 3-D                            | |
| 1976 | Hard Candy                                                | Stephen Gibson                                         | USA                                         | 72 min  | DeepVision                                 | Sexfilm                                                                                               |
| 1976 | SOS nad taygoy                                            | Arkadi Koltsaty, Valentin Perov                        | Sowjetunion                                 | 82 min  | Stereo 70                                  | |
| 1977 | The Disco Dolls in Hot Skin                               | Stephen Gibson                                         | USA                                         | 72 min  | DeepVision                                 | Sexfilm                                                                                               |
| 1977 | The Capitol Hill Girls                                    | William J. Condon                                      | USA                                         | 78 min  | LazerVision                                | Sexfilm                                                                                               |
| 1977 | Heavy Equipment                                           | Tom DeSimone                                           | USA                                         | 95 min  | 3-Dimensions                               | Sexfilm                                                                                               |
| 1977 | The Starlets                                              | Daniel L. Symmes, Joseph Tebber                        | USA                                         | 68 min  | Quadravision 4-D                           | Sexfilm                                                                                               |
| 1977 | Nan bei shuang xia                                        | Yung-Hua Liu                                           | Hongkong                                    | 86 min  | Hi Stereo Vision                           | Martial-Arts-Film                                                                                     |
| 1977 | Qian dao wan li zhu                                       | Mei-Chun Chang                                         | Taiwan, Hongkong                            | 95 min  | Super Touch 3-D                            | Martial-Arts-Film                                                                                     |
| 1977 | Shi shan nu ni                                            | Mei-Chun Chang                                         | Taiwan, Hongkong                            | 95 min  | Optimax III                                | Martial-Arts-Film                                                                                     |
| 1978 | Manhole                                                   | David E. Durston                                       | USA                                         | 95 min  | 3-Depix                                    | Sexfilm                                                                                               |
| 1978 | Surfer Girls                                              | Allan Silliphant                                       | USA                                         |         | Stereovision 4D                            | Sexkomödie                                                                                            |
| 1978 | Tiger Man                                                 | Matt Cimber                                            | USA                                         | 85 min  | Impact 3-D                                 | |
| 1978 | The Red Dragon                                            | Wei Lo                                                 | Hongkong                                    | 98 min  | Ultra Vision                               | |
| 1978 | Zamurovannye v stekle                                     | Aleksandr Andriyevsky                                  | Sowjetunion                                 | 97 min  | Stereo 70                                  | |
| 1979 | Willie Nelson's 4th of July Celebration                   | Yabo Yablonsky                                         | USA                                         | 89 min  | SpaceVision 3-D                            | In 3D gedreht, aber nur als 2D veröffentlicht.                                                        |
| 1980 | Der Reiter auf dem goldenen Pferd                         | Wassili Schurawljow                                    | Sowjetunion                                 | 68 min  | Stereo-70                                  | |
| 1981 | Alles fliegt dir um die Ohren                             | Ferdinando Baldi                                       | USA                                         | 91 min  | Optimax III                                | |
| 1982 | Pokhishcheniye veka                                       | Vitali Makarov                                         | Sowjetunion                                 | 65 min  | Stereo-70                                  | |
| 1982 | Und wieder ist Freitag der 13                             | Steve Miner                                            | USA                                         | 91 min  | 3-Depix                                    | |
| 1982 | Der Killerparasit                                         | Charles Band                                           | USA                                         | 85 min  | StereoVision                               | |
| 1982 | Das Gören-Internat                                        | Pierre B. Reinhard                                     | Frankreich                                  | 63 min  | StereoVision                               | Sexfilm                                                                                               |
| 1983 | Amityville III                                            | Richard Fleischer                                      | USA, Mexiko                                 | 89 min  | ArriVision 3-D                             | |
| 1983 | Bloodline – Zum Killen dressiert                          | Worth Keeter                                           | USA                                         | 86 min  | Future Dimensions                          | |
| 1983 | Der weiße Hai 3-D                                         | Joe Alves                                              | USA                                         | 99 min  | ArriVision 3-D                             | |
| 1983 | Hochzeit mit Hindernissen                                 | Bruce Malmuth                                          | USA                                         | 107 min | Optimax III                                | |
| 1983 | Metalstorm – Die Vernichtung des Jared-Syn                | Charles Band                                           | USA                                         | 82 min  | StereoVision                               | |
| 1983 | Spacehunter – Jäger im All                                | Lamont Johnson                                         | USA, Kanada                                 | 90 min  | McNabb 3-D                                 | |
| 1983 | Supergirls for Love                                       | Walter Molitor                                         | Deutschland                                 | 85 min  | ArriVision 3-D                             | |
| 1983 | Das Geheimnis der vier Kronjuwelen                        | Ferdinando Baldi                                       | Spanien, USA, Italien                       | 100 min | 3-Depix                                    | |
| 1983 | O strannostyakh lyubvi                                    | Teodor Vulfovich                                       | Sowjetunion                                 | 84 min  | Stereo 70                                  | |
| 1983 | Der Lehrling des Medicus                                  | Boris Ryzarew                                          | Sowjetunion                                 | 67 min  | Stereo 70                                  | |
| 1983 | Abra Cadabra                                              | Alex Stitt                                             | Australien                                  | 84 min  | Triangle 3-D                               | Erster animierter Spielfilm in 3D                                                                     |
| 1984 | Stärker als stählerne Ketten                              | Worth Keeter                                           | USA                                         | 90 min  | StereoVision                               | |
| 1984 | Hot Heir                                                  | Worth Keeter                                           | USA                                         | 90 min  | Future Dimensions                          | |
| 1984 | Gremlords                                                 | Todd Durham                                            | USA                                         | 90 min  | StereoVision                               | |
| 1984 | My Dear Kuttichaathan                                     | Jijo Punnoose                                          | Indien                                      | 96 min  | StereoVision                               | |
| 1984 | Silent Madness                                            | Simon Nuchtern                                         | USA                                         | 90 min  | ArriVision 3-D                             | |
| 1984 | Tales of the Third Dimension                              | Todd Durham, Worth Keeter, Thom McIntyre, Earl Owensby | USA                                         | 85 min  | StereoVision                               | Episodenfilm                                                                                          |
| 1984 | Emmanuelle 4                                              | Francis Leroi                                          | Frankreich                                  | 91 min  | ArriVision 3-D                             | Für die US-Version wurden 3D-Szenen gedreht.                                                          |
| 1985 | Shutki v storonu                                          | Vitali Makarov                                         | Sowjetunion                                 | 67 min  | Stereo 70                                  | |
| 1985 | Maha Shaktimaan                                           | Swamy V.S.R.                                           | Indien                                      | 109 min | ArriVision 3-D                             | |
| 1985 | Pournami Raavil 3D                                        | A. Vincent                                             | Indien                                      |         |                                            | |
| 1985 | Shiva Ka Insaaf                                           | Raj N. Sippy                                           | Indien                                      | 125 min |                                            | |
| 1985 | 3D Saamri                                                 | Shyam Ramsay, Tulsi Ramsay                             | Indien                                      | 103 min |                                            | |
| 1985 | Starchaser: The Legend of Orin                            | Steven Hahn                                            | USA, Südkorea                               | 107 min |                                            | Animationsfilm                                                                                        |
| 1985 | Thanga Mama                                               | Simon V. Kurian                                        | Indien                                      | 101 min | StereoVision                               | |
| 1985 | Annai Bhoomi                                              | R. Thyagaraajan                                        | Indien                                      | 92 min  |                                            | |
| 1986 | Auf der goldenen Treppe saßen...                          | Boris Rytsarev                                         | Sowjetunion                                 | 72 min  | Stereo 70                                  | |
| 1987 | Die irren Cops vom Highway 2                              | Worth Keeter                                           | USA                                         | 89 min  | Future Dimensions                          | |
| 1987 | Ona s metloy, on v chyornoy shlyape                       | Vitali Makarov                                         | Sowjetunion                                 | 65 min  | Stereo 70                                  | |
| 1989 | Li ti qi bing                                             | Chun-Liang Chen                                        | Taiwan                                      | 90 min  |                                            | |
| 1991 | Freddy’s Finale – Nightmare on Elm Street 6               | Rachel Talalay                                         | USA                                         | 86 min  | Freddy-Vision 3-D                          | Die letzte Viertelstunde existiert als 3D-Fassung.                                                    |
| 1993 | Girls: Wet & Wild in 3D                                   |                                                        | USA                                         | 79 min  | Pulfrich 3-D                               | Nur zum Teil in 3D.                                                                                   |
| 1994 | America's Greatest Roller Coaster Thrills in 3D           | Ned Rogers                                             | USA                                         | 66 min  | Pulfrich 3-D                               | |
| 1994 | Rys idyot po sledu                                        | Agasi Babayan                                          | Russland                                    | 76 min  | Stereo 70                                  | |
| 1995 | Dinosaurs and Other Amazing Creatures                     |                                                        | USA                                         | 110 min | Pulfrich 3-D                               | CGI-animierte Dinosaurier                                                                             |
| 1995 | Wings of Courage                                          | Jean-Jacques Annaud                                    | USA                                         | 50 min  | IMAX-3D                                    | |
| 1995 | New York 3D                                               | Stephen Low                                            | USA                                         | 50 min  | IMAX-3D                                    | |
| 1996 | America's Greatest Roller Coaster Thrills 2 in 3D         | Ned Rogers                                             | USA                                         | 67 min  | Pulfrich 3-D                               | |
| 1996 | T2 3-D: Battle Across Time                                | James Cameron, John Bruno, Stan Winston                | USA                                         | 13 min  | Digitale Konversion                        | Kurzfilm-Fortsetzung zu Terminator 2 – Tag der Abrechnung, konzipiert für Universal Studios Hollywood |
| 1997 | Evil Creatures – Die unglaublichen Untoten                | Charles Band                                           | USA                                         | 75 min  | StereoVision                               | |
| 1997 | The Hidden Dimension                                      | Paul Cox                                               | USA                                         | 39 min  | IMAX-3D                                    | |
| 1998 | Mark Twain's America in 3D                                | Stephen Low                                            | USA                                         | 50 min  | IMAX-3D                                    | |
| 1998 | T-Rex: Back to the Cretaceous                             | Brett Leonard                                          | USA                                         | 45 min  | IMAX-3D                                    | |
| 1999 | Siegfried & Roy: The Magic Box                            | Brett Leonard                                          | USA                                         | 45 min  | IMAX-3D                                    | |
| 1999 | Odyssee 3D – Aufbruch in die 3. Dimension                 | Ben Stassen, Sean MacLeod Phillips                     | Belgien                                     | 45 min  | Iwerks 3-D                                 | |
| 1999 | Galapagos 3-D – Rätsel der verlorenen Welt                | David Clark, Al Giddings                               | Kanada, USA                                 | 45 min  | Iwerks 3-D                                 | |
| 2000 | Camp Blood                                                | Brad Sykes                                             | USA                                         | 72 min  | Nu-View                                    | |
| 2000 | Camp Blood 2                                              | Brad Sykes                                             | USA                                         | 73 min  | Nu-View                                    | |
| 2000 | CyberWorld                                                | Colin Davies, Elaine Despins                           | USA                                         | 45 min  | Digital 3-D                                | |
| 2001 | The Zombie Chronicles                                     | Brad Sykes                                             | USA                                         | 71 min  | Nu-View                                    | |
| 2002 | S.O.S. Planet                                             | Ben Stassen                                            | Belgien                                     | 40 min  | nWave 3-D                                  | |
| 2002 | Space Station 3D                                          |                                                        | USA                                         | 45 min  | IMAX 3D-30                                 | |
| 2003 | Chota Jadugar                                             | Jose Punnoose                                          | Indien                                      | 99 min  | StereoVisions                              | |
| 2003 | Misadventures in 3D                                       | Ben Stassen                                            | Belgien                                     | 40 min  | nWave 3-D                                  | |
| 2003 | Wunderwelt Ozean                                          | Jean-Jacques Mantello                                  | Vereinigtes Königreich, Frankreich          | 40 min  | IMAX 3-D                                   | |
| 2003 | Die Geister der Titanic                                   | James Cameron                                          | USA                                         | 91 min  | Reality Camera System                      | |
| 2003 | Mission 3D                                                | Robert Rodriguez                                       | USA                                         | 84 min  | Reality Camera System                      | |
| 2003 | Bugs! Abenteuer Regenwald                                 | Mike Slee                                              | Vereinigtes Königreich                      | 40 min  | IMAX 3-D                                   | |
| 2004 | Aabra Ka Daabra                                           | Dheeraj Kumar                                          | Indien                                      | 144 min | 3-D Plus                                   | |
| 2004 | NASCAR 3D                                                 | Simon Wincer                                           | USA                                         | 48 min  | IMAX 3-D                                   | |
| 2004 | Der Boxer 3D – So werden Helden gemacht                   | Pierre Lachapelle                                      | Kanada                                      | 40 min  | IMAX 3-D                                   | |
| 2004 | Der Polarexpress                                          | Robert Zemeckis                                        | USA                                         | 96 min  | IMAX 3-D                                   | Erster Kinofilm im IMAX-3D-Format                                                                     |
| 2004 | Sharks 3D                                                 | Jean-Jacques Mantello                                  | Vereinigtes Königreich, Frankreich, Bahamas | 40 min  | IMAX 3-D                                   | |
| 2005 | Aliens der Meere                                          | James Cameron, Steven Quale                            | USA                                         | 95 min  | Reality Camera System                      | |
| 2005 | Wild Safari 3D                                            | Ben Stassen                                            | Belgien                                     | 40 min  | nWave 3-D                                  | |
| 2005 | Die Abenteuer von Sharkboy und Lavagirl in 3-D            | Robert Rodriguez                                       | USA                                         | 93 min  | Reality Camera System                      | |
| 2005 | Magnificent Desolation: Walking on the Moon 3D            | Mark Cowen                                             | USA                                         | 40 min  | IMAX 3D                                    | |
| 2005 | Himmel und Huhn                                           | Mark Dindal                                            | USA                                         | 81 min  | Rendered in 2D                             | |
| 2006 | Wunder der Tiefe 3D                                       | Howard Hall                                            | USA                                         | 41 min  | IMAX 3D                                    | |
| 2006 | Superman Returns                                          | Bryan Singer                                           | USA                                         | 20 min  | IMAX 3D                                    | 20 Minuten des Films wurden speziell für IMAX-Kinos bearbeitet.                                       |
| 2006 | Monster House                                             | Gil Kenan                                              | USA                                         | 91 min  | Digital 3D                                 | |
| 2006 | Lucas, der Ameisenschreck                                 | John Davis                                             | USA                                         | 88 min  | Digital 3D                                 | |
| 2006 | Jagdfieber                                                | Roger Allers, Jill Culton, Anthony Stacchi             | USA                                         | 86 min  | Digital 3D                                 | Für IMAX konvertiert.                                                                                 |
| 2006 | Nightmare Before Christmas                                | Henry Selick                                           | USA                                         | 76 min  | Filmed in 2D                               | Nachträglich konvertiert                                                                              |
| 2006 | Night of the Living Dead 3D                               | Jeff Broadstreet                                       | USA                                         | 77 min  | HD3Cam                                     | |
| 2007 | Lions 3D: Roar of the Kalahari                            |                                                        | USA                                         | 40 min  | IMAX 2D                                    | 3D-Konversion eines Films von 2005                                                                    |
| 2007 | Dinosaurier live 3D – Fossilien zum Leben erweckt         | David Clark, Bayley Silleck                            | USA                                         | 40 min  | IMAX 3D                                    | |
| 2007 | Triff die Robinsons                                       | Stephen J. Anderson                                    | USA                                         | 95 min  | Rendered in 2D                             | |
| 2007 | Dinosaurs: Giants of Patagonia                            | Marc Fafard                                            | USA                                         | 40 min  | IMAX 3D                                    | |
| 2007 | African Adventure 3D – Safari im Okavango                 | Ben Stassen                                            | Belgien                                     | 40 min  | Dual 35 mm                                 | |
| 2007 | Harry Potter und der Orden des Phönix                     | David Yates                                            | Vereinigtes Königreich                      | 20 min  | Filmed in 2D                               | 20 Minuten des Films wurden für IMAX bearbeitet                                                       |
| 2007 | Sea Monsters 3D – Urgiganten der Meere                    | Sean MacLeod Phillips                                  | USA                                         | 40 min  | Digital 3D                                 | |
| 2007 | Die Legende von Beowulf                                   | Robert Zemeckis                                        | USA                                         | 113 min | Digital 3D                                 | Wurde auch in IMAX-Kinos gezeigt.                                                                     |
| 2007 | Oxygène: New Master Recording – Live in Your Living Room  |                                                        | Frankreich                                  |         | Stereoskopie                               | Konzertfilm, zum Teil auch im Kino aufgeführt                                                         |
| 2007 | Scar 3D                                                   | Jed Weintrob                                           | USA                                         | 90 min  |                                            | |
| 2008 | U2 3D                                                     | Mark Pellington                                        | USA                                         | 85 min  | 3ality Technica 3D                         | Konzertfilm                                                                                           |
| 2008 | Hannah Montana & Miley Cyrus: Best of Both Worlds Concert | Bruce Hendricks                                        | USA                                         | 77 min  | Fusion Camera System                       | Konzertfilm                                                                                           |
| 2008 | Delfine und Wale 3D – Nomaden der Meere                   | Jean-Jacques Mantello                                  | USA                                         | 40 min  | IMAX 3-D                                   | |
| 2008 | 3D Sun                                                    | Barry Kimm                                             | USA                                         | 40 min  | IMAX 3-D                                   | |
| 2008 | Grand Canyon Adventure: River at Risk                     | Greg MacGillivray                                      | USA                                         | 40 min  | IMAX 3-D                                   | |
| 2008 | Wild Ocean                                                | Luke Cresswell, Steve McNicholas                       | USA                                         | 40 min  | IMAX 3-D                                   | |
| 2008 | Die Reise zum Mittelpunkt der Erde                        | Eric Brevig                                            | USA                                         | 92 min  | Fusion Camera System                       | |
| 2008 | Fly Me to the Moon 3D                                     | Ben Stassen                                            | Belgien, USA                                | 80 min  | Real 3D Systems                            | Auch in IMAX-Kinos aufgeführt                                                                         |
| 2008 | Ziegengeschichte                                          | Jan Tománek                                            | Tschechien                                  | 82 min  |                                            | |
| 2008 | Bolt – Ein Hund für alle Fälle                            | Chris Williams, Byron Howard                           | USA                                         | 96 min  | Digital 3D                                 | |